# Asadipus croydon
Asadipus croydon is een spinnensoort uit de familie Lamponidae. De soort komt voor in Queensland.